# Heatwave (Robin Schulz)
Heatwave è un singolo del DJ tedesco Robin Schulz, pubblicato il 12 febbraio 2016 come quarto estratto dal secondo album in studio Sugar.
Il singolo ha visto la partecipazione alla parte vocale del cantante senegalese Akon.

## Successo commerciale
Il singolo ha ottenuto successo a livello europeo.